# Siliana
Siliana (arabe : سليانة  [sɪliɛːnæ]) est une ville du Nord-Ouest de la Tunisie, située à 127 kilomètres de Tunis, sur l'oued Siliana.
Chef-lieu du gouvernorat du même nom, la municipalité, dont la création date du 6 septembre 1945, abrite une population de 31 251 habitants en 2014.

## Géographie

### Localisation
Siliana se situe à dix kilomètres de Jama (ancienne Zama), lieu de la bataille décisive de la deuxième guerre punique.

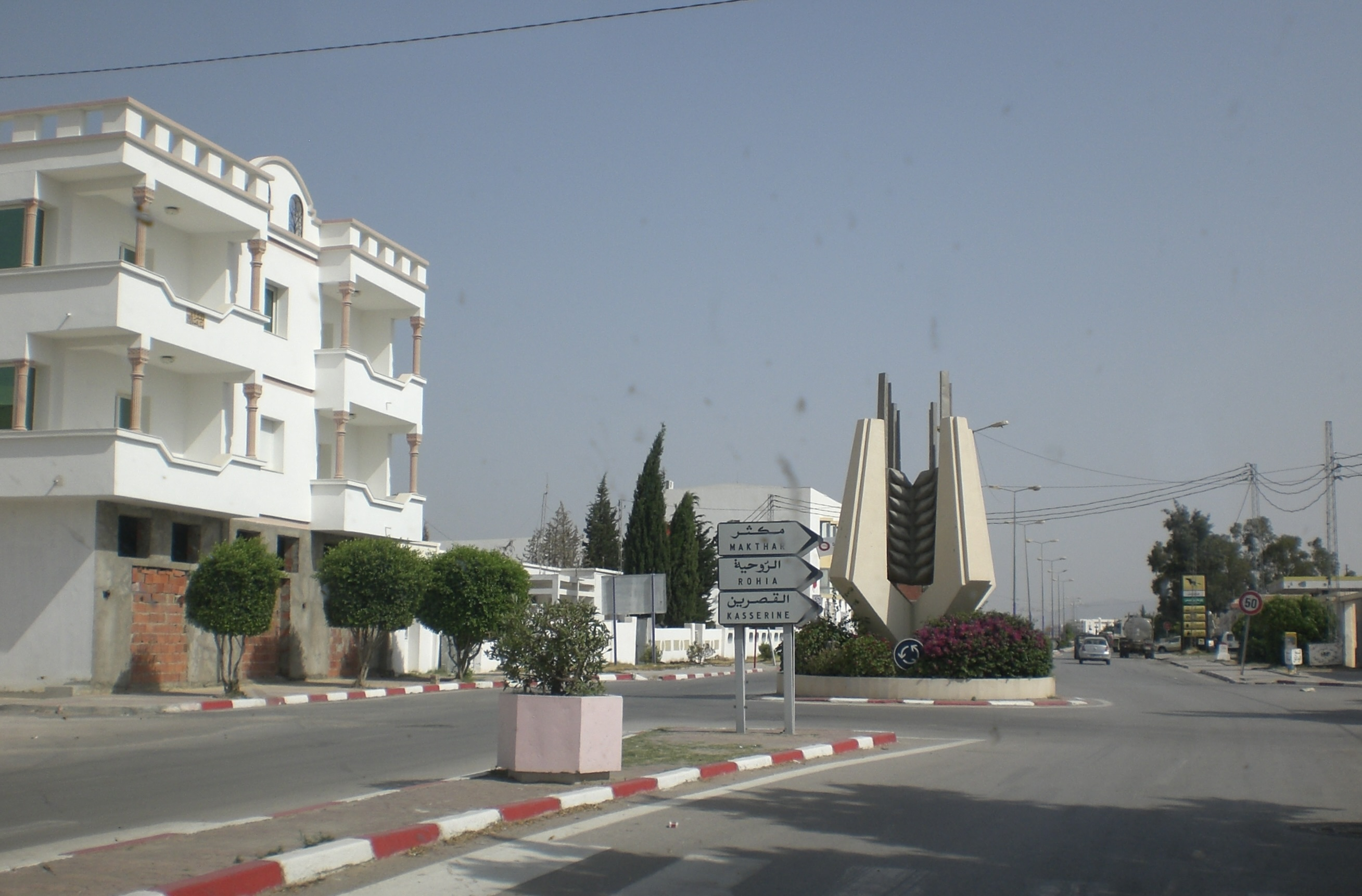
Rond-point à Siliana.

Elle se trouve dans la région du Tell supérieur, zone de passage entre le nord-ouest et le centre du pays. Centre administratif régional, elle est au centre d'une région agricole.

## Culture
Siliana est connue pour ses kilims tissés à la main, ses couvertures en laine ainsi que ses broderies.
Sur le plan culinaire, la spécialité locale est préparée à base de mlawi coupé en morceaux et arrosé de sauce tomate et servi avec de la viande.
Siliana est le siège de l'Institut supérieur des études technologiques de Siliana.